# Southwest Effect
Саусвест ефект (англ. The Southwest Effect)  - це збільшення рейсів інших авіакомпаній  в регіоні з приходом авіакомпанії Саусвест або іншої авіакомпанії,яка підвищує якість обслуговування і знижує витрати.

## Оригінальний опис 1993
Цей термін був придуманий в 1993 році Міністерством транспорту США , щоб описати значне зростання авіаперевезень, які спричинив прихід Southwest на нові ринки .
Саусвест ефект має три елемента:
- Нова авіакомпанія - учасник  збільшує поставки і запропонувала більш низькі ціни. Саусвест  пропонувала значно низькі тарифи, ніж встановлені авіакомпаніями , які, як правило, користувалися майже монополією в регіонах.
- Існуючі авіакомпанії знизили власні тарифи.  При заході Саусвест, діючі перевізники знизили свої тарифи на цьому ринку (і знижзили свою прибутковість), щоб залишатися конкурентоспроможними.
- Продажі зросли на всі авіакомпанії на ринку. Для регіонів, що мали ефект, захід Саусвест і відповідне падіння вартості авіаперевезеннь стимулювали бізнес і збільшення попиту на авіаперевезення. Це, в свою чергу, призвело до збільшення доходів всіх авіакомпаній, що здійснюють перевезення у регіоні, і іноді спричиняло збільшення чистого прибутку.